# Валь, Доминик де
Святой Доминик или Домингито де Валь (исп. Dominguito de Val, так же Dominguito del Val) — легендарный средневековый ребёнок Сарагосы, главный герой первого кровавого навета в истории Испании. Согласно легенде, Домингито, министрант в соборе Ла Сео, исчез 31 августа 1250 года, а через несколько месяцев его труп был найден на берегу Эбро.
Дело стало известным спустя 333 года, в 1583 году, когда местная церковь подала документы на причисление Домингито к лику святых. Считается, что описанные в этих документах события копируют случай с Хью Линкольнским, описанный Алонсо де Эспиной в «Fortalitium Fidei».

## Легенда
Домингито был сыном нотариуса Санчо де Валя и его жены Изабеллы. В Ла Сео он выполнял обязанности министранта и был самым младшим певчим церковного хора. 31 августа 1250 года 7-летний Домингито исчез. Спустя семь месяцев его труп был обнаружен на берегу Эбро (местные лодочники или охранники лодок видели странное свечение, о чём сообщили властям).
По версии епископа Сарагосы Арнальдо де Перальте, мальчик был похищен евреем Моисеем Албайюсом (исп. Mosse Albayuzeto, так же  Albay Certo или Albayhuz) и привезён в местную общину, где стал жертвой ритуального убийства. В попытке повторить Страсти Христовы он был распят на стене тремя гвоздями, а затем выпотрошен и обезглавлен (в некоторых источниках упоминается, что были отрезаны руки или ноги). Труп был зарыт на берегу Эбро. Все евреи, которых по этому делу заключили в тюрьму, под пытками подтвердили всё, что хотел епископ, и были казнены на площади Сарагосы (задокументированных фактов массовых казней нет, только предположения исследователей). При этом упоминается, что Албайюс раскаялся в содеянном и был крещён (стал католиком).
Останки Домингито были доставлены в церковь Святого Эгидия, а затем в собор, где в капелле Домингито де Валя они почитаются как святые мощи до сих пор. Иногда к этой истории добавляется миф об осквернении гостии, согласно которому один из убийц зашёл в церковь со спрятанными в молитвеннике сердцем мальчика и украденной гостией, в результате чего молитвенник стал испускать чудесный свет, и злодей был разоблачён.

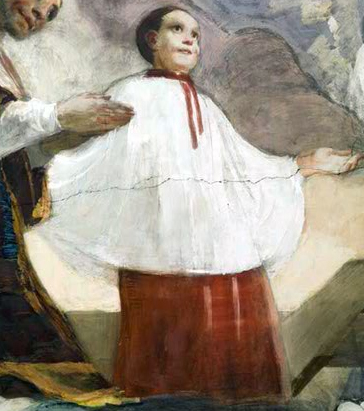
Фреска в храме дель-Пилар в Сарагосе
(Гойя, 1780—1781 годы).

Историк Хуан Франсиско Андрес де Устаррос в качестве основного источника легенды приводит латинскую рукопись Incipit Passio Beati Dominici Martyris Innocentis Cesaravgvust (Страсти святого и невинного мученика Доминика в Цезаравгусте), авторство которой приписывается епископу Валенсии (с 1243 по 1248 годы), а затем и Сарагосы (с 1248 по 1271 годы) Арнальдо де Перальте. В дальнейшем легенда упоминается в «Истории испанской инквизиции» Хуана Антонио Льоренте и в написанных на её основе исследованиях и произведениях, например, в хронике «Торквемада и испанская инквизиция» Рафаэля Сабатини.

## Почитание
Домингито де Валь является местночтимым святым, покровителем певчих, министрантов и аколитов. Официальной канонизации не было, хотя римский папа Пий VII подтвердил культ в 1805 году (по другим данным — по рескрипту от 9 июля 1808 года). День памяти в католицизме — 31 августа. Однако с 1965 года в новой «ординарной» форме латинского обряда культ отсутствует. В Сарагосе есть улица Домингито де Валя, а день памяти до сих пор справляется в некоторых регионах.
Помимо капеллы в соборе Ла Сео, в церкви Сан-Николас-де-Бари в Севилье (в некоторых источниках приводится церковь святого Филиппа Нери) с XIX века находится алтарь с распятым Домингито, рядом с которым имеется табличка, информирующая, что этот мученик был убит евреями. Алтарь был построен родственниками де Валя в 1815 году и перевезён в церковь в 1863 году. В 2004 году фонд Сефардского наследия в Севилье обвинил светские и церковные власти за неприятие мер против этого культа.